# Le Plessis-Bouchard
Plessis-Bouchard – miejscowość i gmina we Francji, w regionie Île-de-France, w departamencie Dolina Oise.
Według danych na rok 1990 gminę zamieszkiwało 6138 osób, a gęstość zaludnienia wynosiła 2282 osób/km² (wśród 1287 gmin regionu Île-de-France Plessis-Bouchard plasuje się na 299. miejscu pod względem liczby ludności, natomiast pod względem powierzchni na miejscu 834.).